# Jesuitenkirche (Innsbruck)

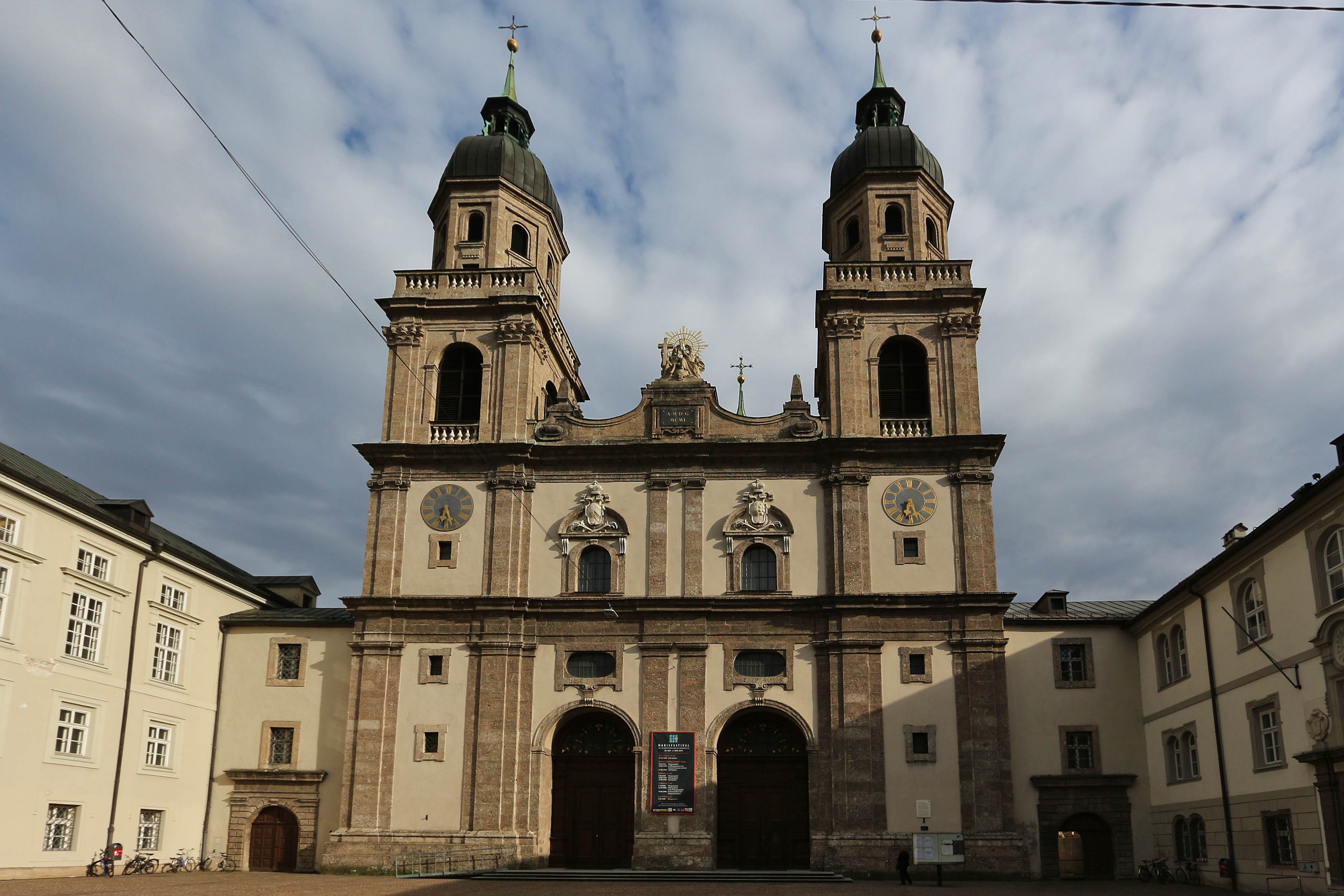
Außenansicht

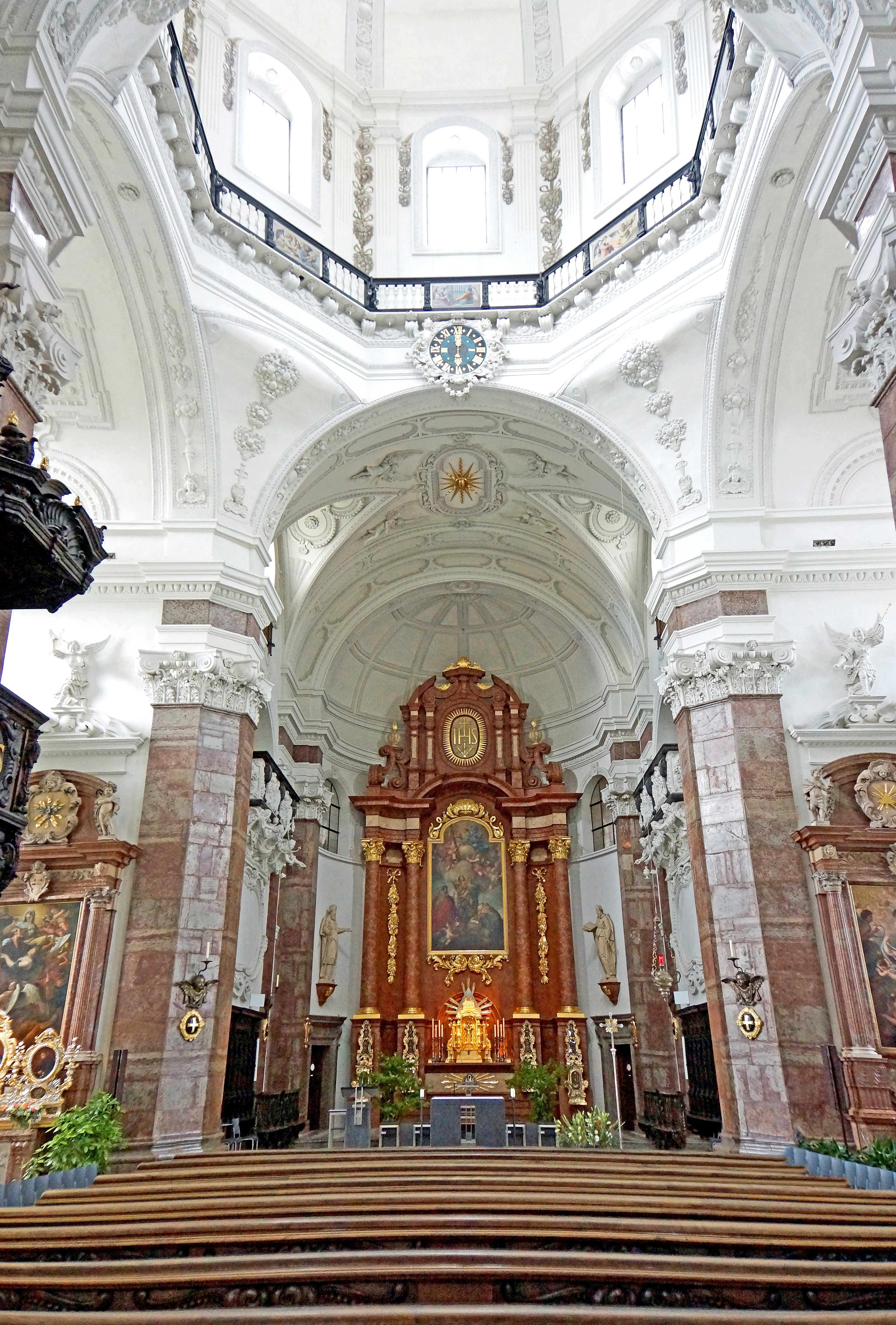
Blick vom Langhaus zum Hauptaltar

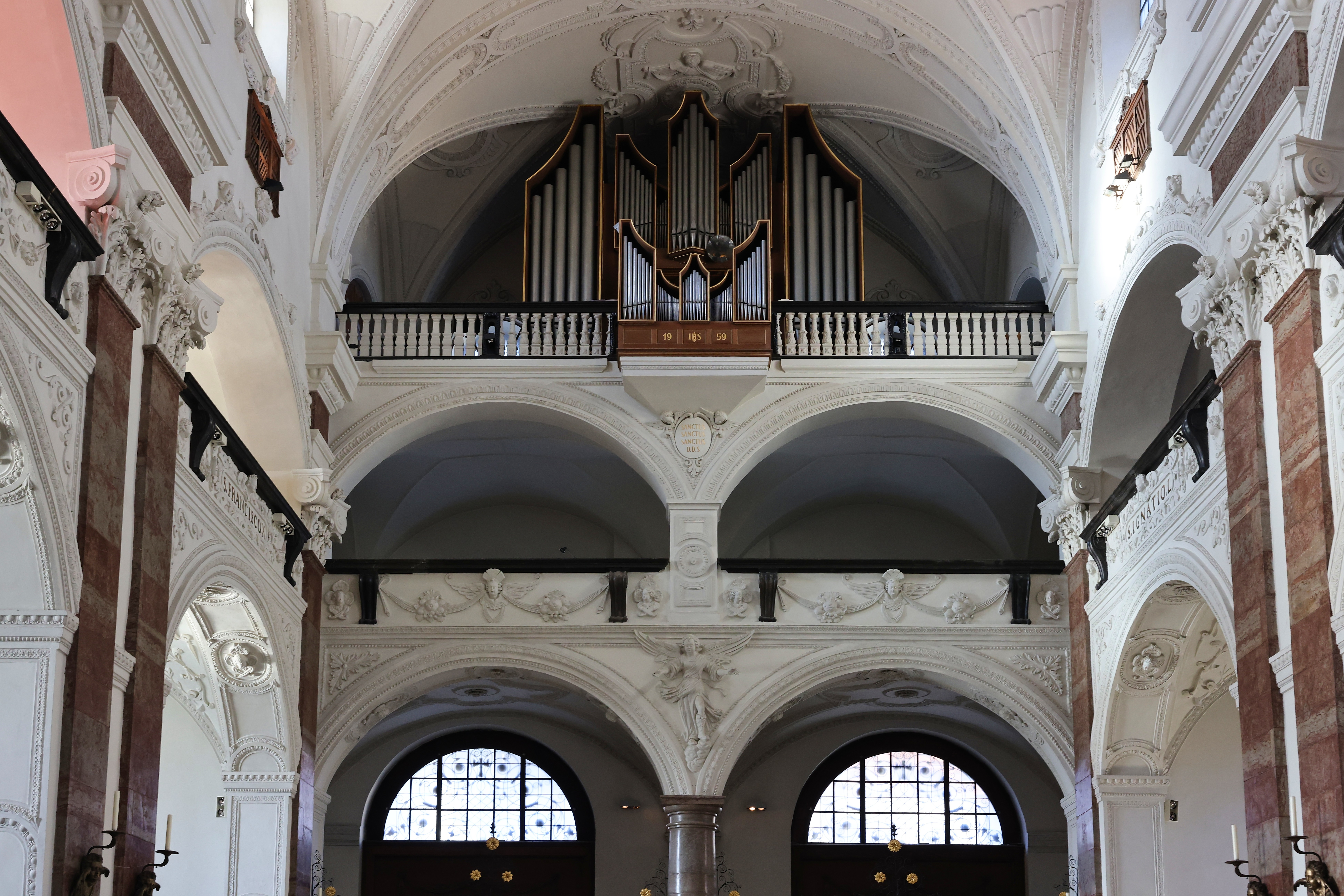
Ansicht der Doppelempore mit der Kirchenorgel

Die römisch-katholische Jesuitenkirche in Innsbruck ist eine Dreifaltigkeitskirche nahe der Alten Universität, östlich der Altstadt.

## Geschichte
Die Kirche wurde anstelle von Vorgängerbauten von 1627 bis 1646 von Karl Fontaner und Christoph Gumpp dem Jüngeren erbaut. Die Fassadentürme von Friedrich Schachner wurden 1901 von Johann von Sieberer gestiftet. Die Kirche gilt als Frühwerk des Barock in Innsbruck. Vorbilder für die Kreuzkuppelkirche waren Il Gesù in Rom und der Neubau des Doms in Salzburg. Typisch ist die strenge Gliederung der Vorderfront. Die Kirche ist gesüdet. 

## Architektur

### Fassade
Die Doppelturmfassade der Jesuitenkirche Innsbruck gliedert sich in vier Achsen und zwei Hauptgeschoße. Die Türme wachsen ab dem dritten Geschoß frei empor. Das vierte Turmgeschoß ist achteckig und wird von Hauben mit schmalen Laternen bekrönt. Die von übereinander gelegten Pilastern gerahmten Turmuntergeschoße treten gegenüber den mittigen Achsen, die nebeneinander gestellte Pilaster zeigen, leicht vor. Die Pilasterordnung entwickelt sich klassisch von dorischer unten über ionischer im zweiten zu korinthischer im dritten Geschoß. Ein gedrungener Volutengiebel mit der thronenden Heiligen Dreifaltigkeit schließt die Fassadenmitte ab. 

### Innenraum

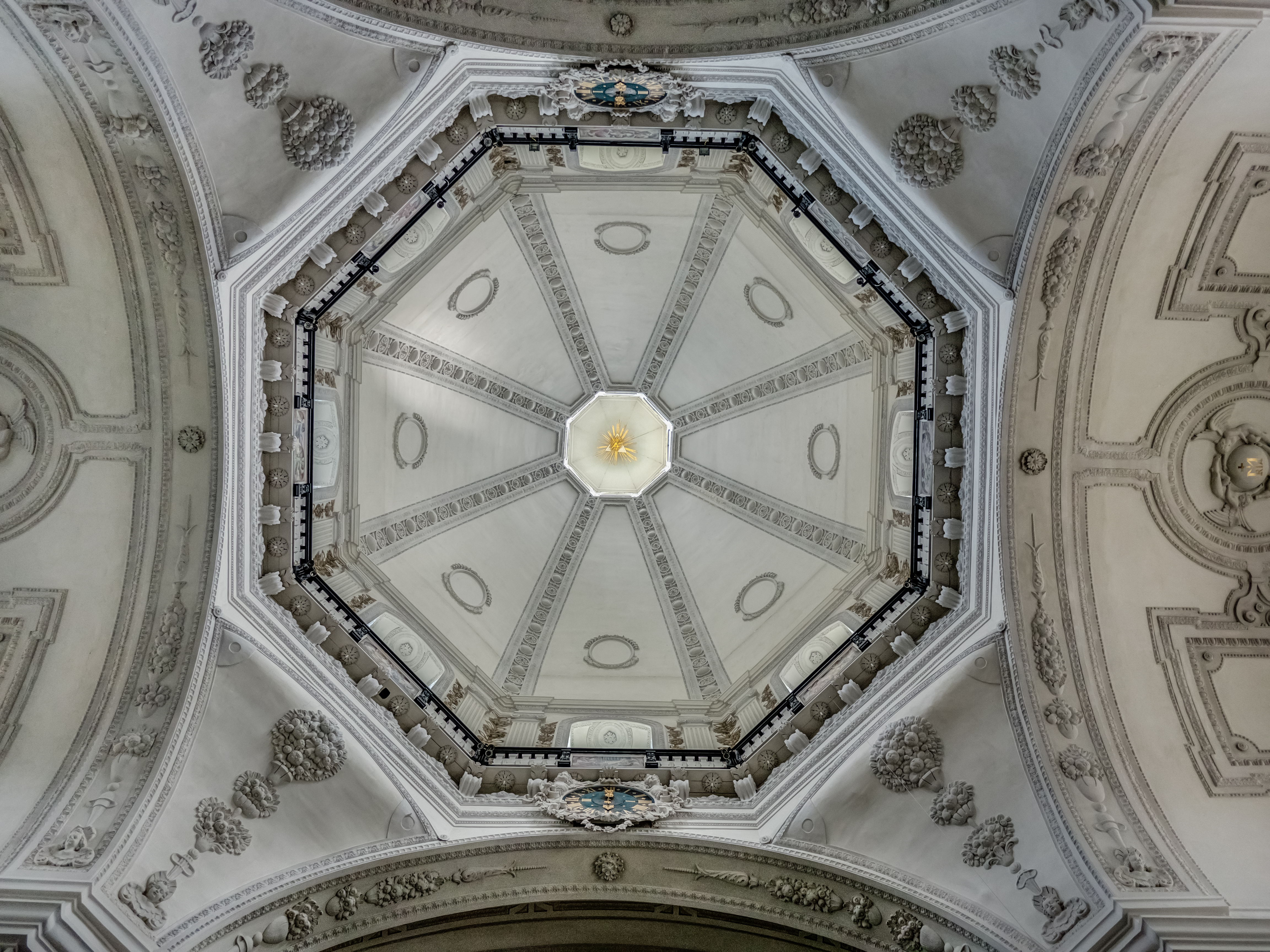
Ansicht der Tambourkuppel

Die Jesuitenkirche Innsbruck ist eine frühbarocke Emporenbasilika mit kurzem Langhaus, Tambourkuppel, flach schließenden Querhäusern und halbrundem Chor. Das durch flache Doppelpilaster gegliederte Langhaus hat dreigeschoßigen Aufbau: unten Kapellenarkaden, darüber niedrige Emporen, in der Wölbungszone gedrungene Obergadenfenster. Die Oberkante der Emporenbrüstungen liegt auf Höhe der Unterkante der Pilasterkapitelle. Das Gebälk beschränkt sich im Schiff auf einen Architravblock über den Pilasterkapitellen. Die Vierung umstehen Pfeilermassive, die aus drei Pilastern gebildet werden, von denen der mittlere schräg steht. Gewölbt werden Gemeindesaal und Chor jeweils von einer Stichkappentonne; die Querhäuser decken einfache Quertonnen, die Kapellen und Emporen Quertonnen mit Stichkappen. Am Fuß des achteckigen Kuppeltambours verläuft ein auf Konsolen vorkragender Laufgang. Im Chor befinden sich Oratorienbalkone, deren Konsolen aus musizierenden Engeln gebildet sind. Die Farbigkeit lebt vom Gegensatz aus weißem Innenraum, rötlich-braunem Marmor der Pilastern und grau hervortretenden Architekturgliedern. 

## Verehrungsstätte des Hl. Pirminius
Seit 1575 befindet sich hier der Leib des Hl. Pirminius, der auch zum Stadtpatron avancierte. Seine ursprüngliche Grabstätte befand sich im Pfälzischen Kloster Hornbach, dessen letzter Abt, Anton von Salm, die Reliquien 1558 wegen der erfolgten Klosteraufhebung nach Speyer rettete. Von dort verbrachte sie 1575 der ehemalige Präsident des Reichskammergerichtes zu Speyer und nunmehrige Statthalter von Tirol – Graf Schweikhard von Helfenstein – nach Innsbruck, wo sie sich heute in einem 1954 von Rudolf Millonig geschaffenen Schrein in der Jesuitenkirche befinden.

## Ausstattung
Der ursprüngliche Hochaltar von 1757 ging 1943 zugrunde. Er wurde im Jahre 2004 originalgetreu rekonstruiert. Die Stuckdekoration leistete der Wessobrunner Georg Braun in der ersten Hälfte der 1630er Jahre. Das geschmiedete Gitter der Vorhalle stammt von 1667. 

### Orgel

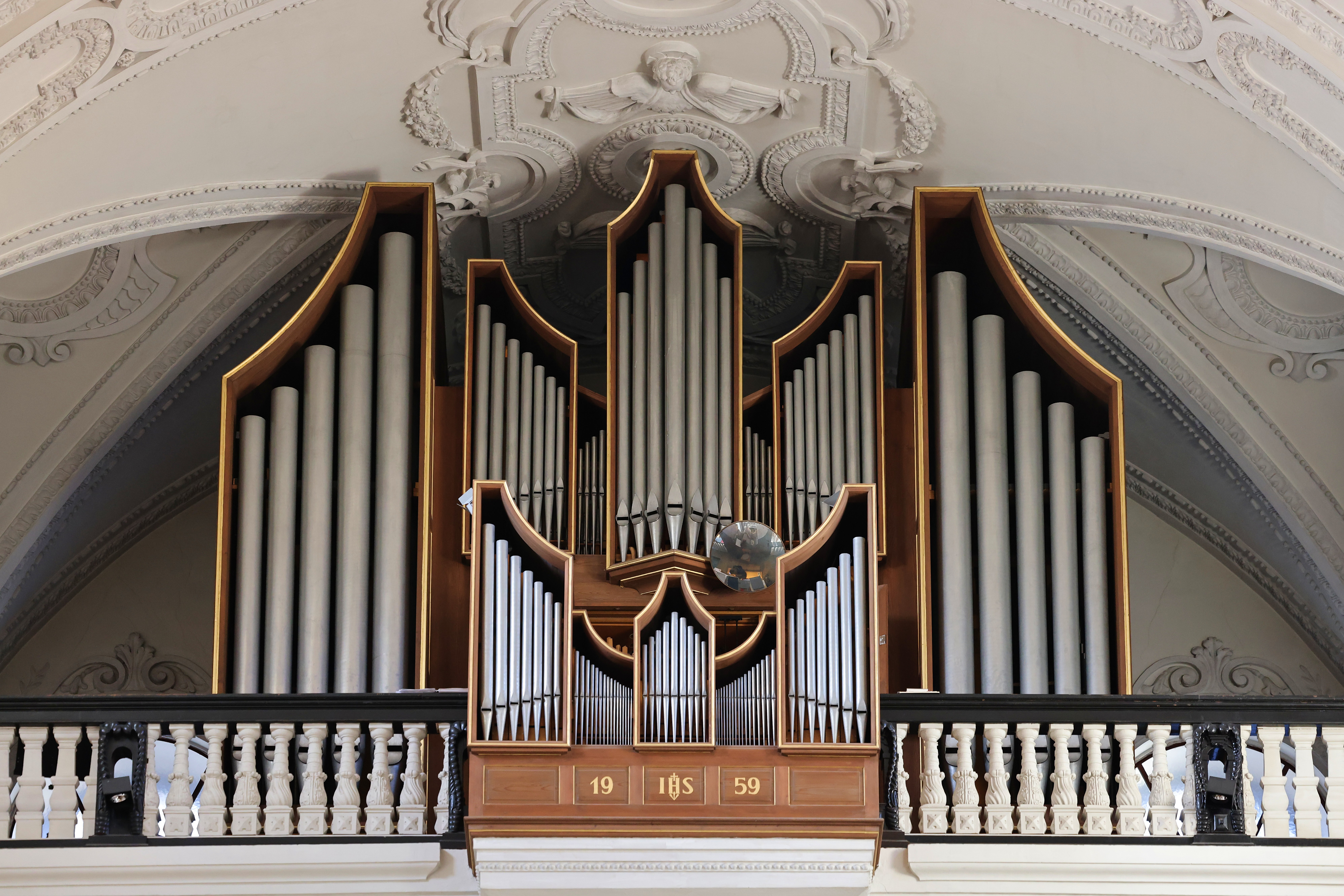
Ansicht der Orgel

Die Orgel der Jesuitenkirche wurde 1959 von der Orgelbaufirma E. F. Walcker & Cie. erbaut. Die Disposition stammt von Anton Heiller. Das Schleifladen-Instrument hat 34 Register auf drei Manualen und Pedal. Im Zuge einer Generalsanierung im Jahre 2004 und in den Jahren 2007–2008 wurde die Disposition geringfügig verändert.
| I Rückpositiv C–g3 |                 |       |
| 1.                 | Gedeckt         | 8′    |
| 2.                 | Quintatön       | 8′    |
| 3.                 | Prästant        | 4′    |
| 4.                 | Rohrflöte       | 4′    |
| 5.                 | Gemshorn        | 2′    |
| 6.                 | Sesquialtera II | 2 ⁄3′ |
| 7.                 | Scharff IV      | 1′    |
| 8.                 | Dulcian         | 16′   |
| 9.                 | Schalmey        | 8′    |
|                    | Tremulant       |       |

| II Hauptwerk C–g3 |             |       |
| 10.               | Quintatön   | 16′   |
| 11.               | Prinzipal   | 8′    |
| 12.               | Rohrflöte   | 8′    |
| 13.               | Oktave      | 4′    |
| 14.               | Spitzflöte  | 4′    |
| 15.               | Nasat       | 2 ⁄3′ |
| 16.               | Oktave      | 2′    |
| 17.               | Mixtur V    | 2 ⁄3′ |
| 18.               | Cornett III | 2 ⁄3′ |
| 19.               | Trompete    | 8′    |
|                   | Tremulant   |       |

| III Brustwerk C–g3 |               |       |
| 20.                | Copula        | 8′    |
| 21.                | Kleingedeckt  | 4′    |
| 22.                | Prinzipal     | 2′    |
| 23.                | Quinte        | 1 ⁄3′ |
| 24.                | Zimbel III    | 1⁄3′  |
| 25.                | Holzkrummhorn | 8′    |
|                    | Tremulant     |       |

| Pedalwerk C–f1 |                  |       |
| 26.            | Prinzipalbass    | 16′   |
| 27.            | Subbass          | 16′   |
| 28.            | Oktavbass        | 8′    |
| 29.            | Gedecktbass      | 8′    |
| 30.            | Choralbass       | 4′    |
| 31.            | Nachthorn        | 2′    |
| 32.            | Rauschpfeife III | 2 ⁄3′ |
| 33.            | Posaune          | 16′   |
| 34.            | Trompete         | 8′    |

- Koppeln: I/II, III/II, I/P, II/P, III/P
- Anmerkungen

1. 1 2  neues Register (2008).
2. ↑  2008; vormals VI-VIII-chörig.
3. ↑  2008; vormals im Rückpositiv; an dieser Stelle vorhandenes Regal 8′ wurde eingelagert.
4. ↑  2004; vormals Trompete 4′.

### Glocken
Bis zum Jahre 1901 waren vier Glocken aus den Jahren 1579 und 1640 vorhanden. Die Größte von ihnen, Silberne Glocke genannt, 1597 von Hans Christof Löffler mit 1,3 Tonnen Gewicht bei einem Durchmesser von 1,30 Metern Durchmesser im Ton dis1 gegossen, blieb als einzige der vier Glocken erhalten; die anderen drei Glocken wurden in die Innsbrucker Spitalskirche transloziert. Die Silberne Glocke wurde im Jahre 1901 in ein monumentales Siebenergeläut von über 21 Tonnen Gewicht integriert – zur damaligen Zeit eines der größten Geläute der Donaumonarchie. Nachdem sie auch die beiden Weltkriege überdauert hatte, die anderen sieben Glocken fielen der Kriegsindustrie zum Opfer, versah sie das Läuten über viele Jahre hinweg als einzige Glocke der Kirche. Anlässlich des 150. Jahrestages des Tiroler Freiheitskampfes im Jahre 1959 stifteten die Tiroler Schützenkompanien die große Schützenglocke. Sie wurde von der Innsbrucker Glockengießerei Grassmayr in Innsbruck gegossen, am 19. Juli desselben Jahres geweiht und im Ostturm aufgehängt. Die dem Heiligsten Herzen Jesu geweihte Glocke ist die viertgrößte Glocke Österreichs und entspricht mit ihren über 9 Tonnen Gewicht, einem Durchmesser von 2,48 Metern und dem Ton e0 der Größenordnung ihrer Vorgängerin von 1901. Geläutet wird sie jeden Freitag um 15 Uhr zur Sterbestunde Jesu sowie an den höchsten kirchlichen Feiertagen.
Bis zum Jahre 2019 erklang zu allen übrigen Anlässen die Silberne Glocke. Zu deren Entlastung wurden am 12. Juli 2019 bei Grassmayr zwei Glocken gegossen und am 13. Oktober geweiht. Die Märtyrerglocke im Ton eis1 wurde anlässlich des 350-Jahr-Jubiläums der Universität Innsbruck den Märtyrern der Universität gewidmet und vom Osttiroler Künstler Peter Raneburger gestaltet. Die Maria-Magdalena-Glocke in gis1, gestaltet von der Innsbrucker Künstlerin Nora Schöpfer, ist der ersten Zeugin der Auferstehung Jesu und Apostelin der Apostel, Maria Magdalena, geweiht. Zwei der erhalten gebliebenen Holzjoche von 1901 wurden restauriert und zur Aufnahme der neuen Glocken wiederverwendet. Sie hängen zusammen mit der Silbernen Glocke im Glockenstuhl des Westturmes. Im Jahr 2021 wurde schließlich eine vierte, größere Glocke im Ton cis1 zur Vervollständigung des Westturmgeläutes gegossen. Sie ist dem Diözesanpatron Petrus Canisius sowie Altbischof Reinhold Stecher gewidmet. Die Weihe der Canisius-Stecher-Glocke fand am 26. September 2021 durch Bischof Hermann Glettler statt. Die Reliefs wurden erneut von Peter Raneburger und Nora Schöpfer gestaltet.
| Glockenname             | Gießer                    | Gussjahr | Durchmesser (mm) | Gewicht (kg) | Nominal |
| ----------------------- | ------------------------- | -------- | ---------------- | ------------ | ------- |
| Schützenglocke          | Glockengießerei Grassmayr | 1959     | 2480             | 9050         | e0      |
| Canisius-Stecher-Glocke | Glockengießerei Grassmayr | 2021     | 1435             | 1808         | cis1    |
| Silberne Glocke         | H. Ch. Löffler            | 1597     | 1300             | 1300         | dis1    |
| Märtyrerglocke          | Glockengießerei Grassmayr | 2019     | 1195             | 1092         | eis1    |
| Maria-Magdalena-Glocke  | Glockengießerei Grassmayr | 2019     | 993              | 618          | gis1    |

### Grabdenkmäler der Familie Habsburg
Elf Grabdenkmäler, darunter
- Erzherzog Leopold V., Auftraggeber der Kirche
- Claudia de’ Medici, seine Gattin, und seine Söhne
- Ferdinand Karl und
- Sigismund Franz

## Jesuiten, die in Innsbruck tätig waren
- Franz Dangl
- Josef Andreas Jungmann
- Walter Kern
- Robert Locher
- Hans Bernhard Meyer
- Otto Muck[5]
- Karl Rahner
- Raymund Schwager und andere